# Frederic Thesiger, 2:e baron Chelmsford
Frederic Augustus Thesiger, 2:e baron Chelmsford, född 31 maj 1827, död 9 april 1905, var en brittisk militär.

## Biografi
Frederic Thesiger var son till Frederic Thesiger, 1:e baron Chelmsford, far till Frederic Thesiger, 1:e viscount Chelmsford och farfar till Wilfred Thesiger.
Han blev officer 1844, överste 1863, generalmajor 1877 och general 1888 innan han tog avsked 1893. Han deltog med utmärkelse i Krimkriget 1854 och i expeditionen till Abessinien 1867. Åren 1878–1879 var han överbefälhavare i Sydafrika under Zulukriget och blev i januari 1879 överraskad och slagen vid Isandhlwana, varför han berövades sitt befäl, men hann samma år i juli, innan hans efterträdare hunnit anlända, fullständigt besegra zuluerna i slaget vid Ulundi. Åren 1884–1889 var han kommendant i Towern.